# Sorbaronia sorbifolia
Sorbaronia sorbifolia là loài thực vật có hoa trong họ Hoa hồng. Loài này được (Poir.) C.K. Schneid. miêu tả khoa học đầu tiên năm 1906.